# Toronto Raptors
Toronto Raptors kanadska profesionalna košarkaška momčad iz grad Toronto, Ontario.
Momčad je osnovana 1993.g. a od 1995.g. i nastupa u NBA ligi. Prvotno su domaćinske utakmice igrali u dvorani SkyDome, prije nego što su se preselili u Air Canada Centre (ACC) 1999.

## Vanjske poveznice
- (engl.)Toronto Raptors službene internet stranice